# École royale du service de santé militaire
L'École royale du service de santé militaire est une école militaire marocaine située à Rabat. 

## Formation initiale
Elle forme des médecins, des dentistes, des  pharmaciens et des vétérinaires destinés à servir au sein des forces armées royales marocaines et de ses pays amis. 

## Formation militaire supérieure
L'ERSSM offre également une formation militaire supérieure aux officiers de différentes spécialités, notamment les médecins, les pharmaciens, les chirurgiens-dentistes et les administrateurs de santé, officiers du corps administratif du service de santé militaire. 
Cela se fait à travers des concours relatifs aux différents grades. À titre d'exemple, le cours d'application destiné aux jeunes officiers subalternes récemment gradués, correspondant au grade de lieutenant, est complété par les cours médico-administratif I & II appelé également le cours des capitaines, et le COS “Cours des officiers supérieurs “.